# تصفية شاملة

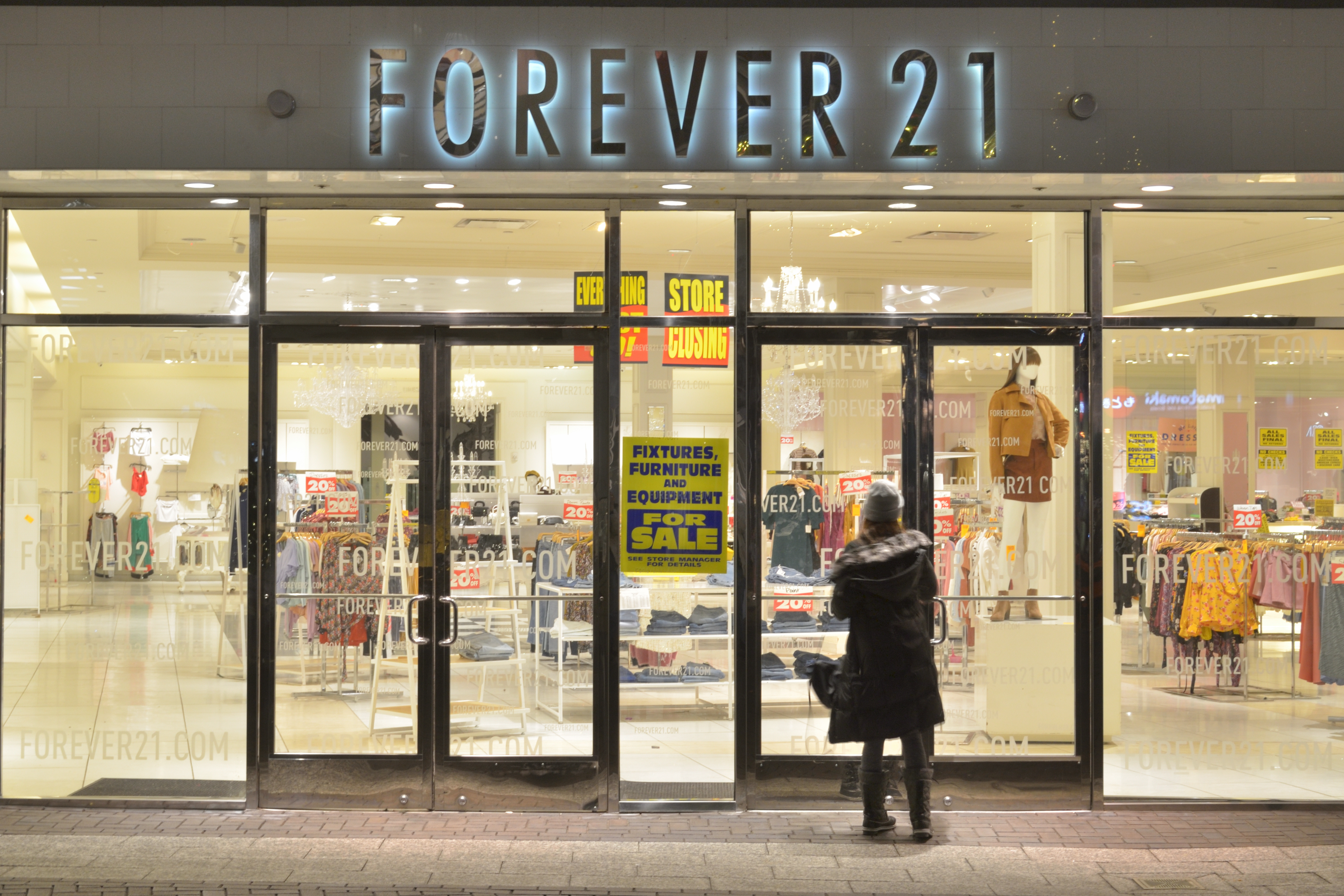
تصفية للسيولة في فوريفر 21 في دنفر في الولايات المتحدة في نوفمبر/تشرين الثاني عام 2019

التصفية الشاملة أو تخفيضات البيع النهائي هو بيع بخصم للبضاعة إما عن طريق البيع بالتجزئة أو بالجملة . قد يكون السبب هو أن المنتج لا يُباع جيدًا، أو أن بائع التجزئة يغلق بسبب الانتقال أو نشوب حريق (مزاد النار) أو الإفراط في شراء البضاعة، أو على وجه الخصوص بسبب الإفلاس.